# Transhimalaja
Transhimalaja ali gorje Gangdise – Njenčen Tanglha (kitajsko: 冈底斯-念青唐古拉山脉; pinjin: Gāngdǐsī-Niànqīngtánggǔlā Shānmài) je 1600 kilometrov dolgo gorovje na Kitajskem, v Indiji in Nepalu, ki se razteza v smeri zahod-vzhod vzporedno z glavnim himalajskim gorovjem. Transhimalaja, ki je severno od reke Yarlung Tsangpo na južnem robu Tibetanske planote, je sestavljena iz gorovja Gangdise na zahodu in gorovja Njenčen Tanglha na vzhodu.
Ime Transhimalaja je uvedel švedski geograf Sven Hedin v začetku 20. stoletja. Transhimalajo je leta 1952 v časopisu Columbia Lippincott Gazetteer opisal kot »slabo definirano gorsko območje« »brez označene grebenske črte ali osrednje poravnave in brez delitve z rekami«. Na sodobnejših zemljevidih je gorovje Kailas (Gangdise ali Kang-to-sé Šan) na zahodu prikazano ločeno od gorovja Njenčen Tanglha na vzhodu.

## Geologija
Transhimalaja se geološko razlikujejo od drugih himalajskih gorovij. Verjetno je nastala s subdukcijo sedimentov zaradi trka Indijske in Evrazijske plošče. Soglasje različnih metod datiranja kaže, da so starejši deli tega gorovja nastali v zgornji kredi (82–113 milijonov let), mlajša območja pa v eocenu (40–60 milijonov let).

## Podnebje
Transhimalaja imajo na splošno hladno, sušno gorsko podnebje. Na primer, regija Spiti v Himačal Pradešu v Indiji ima letno količino padavin približno 170 mm. Vendar pa študije v okrožju Mustang v Nepalu kažejo, da podnebne spremembe segrevajo Transhimalajo s hitrostjo približno 0,13 stopinje na leto.

## Biotska raznovrstnost
Transhimalaja ima na splošno nizko biotsko raznovrstnost (in rastlinski pokrov) in je razvrščena kot suha alpska stepa. Vendar pa je študija v regiji Spiti odkrila 23 zdravilnih rastlin. Prejšnje raziskave v tej regiji so odkrile skupno več kot 800 vrst žilnih rastlin.
Transhimalaja je dom nekoč ogroženega snežnega leoparda, risa, himalajskega volka (Canis lupus chanco), navadne lisice in tibetanske lisice (Vulpes ferrilata). Med avtohtone rastlinojede živali spadajo argali, goa (Procapra picticaudata), urial, kiang (Equus kiang), sibirski kozorog (Capra sibirica), jak in baral (Pseudois nayaur).

## Konflikti in ohranjanje narave
Himalajski volk, snežni leopard in ris so glavni plenilci živine v indijski regiji Ladak. Njihov najpogostejši plen so bile koze, ovce, jaki in konji.  V Mustangu v Nepalu naraščajoče temperature in upadanje snežnih padavin zmanjšujejo površino, ki je na voljo za kmetijstvo, zaradi česar se vaščani silijo v selitev ter zmanjšujejo travnike in gozdne površine. To je privedlo tudi do selitve baralov na nižje nadmorske višine, kjer plenijo pridelke. To posledično privablja snežne leoparde v človeška naselja, kjer plenijo živino.
Po drugi strani pa živina izpodriva številne divje rastlinojede živali. Zgodovinska analiza kaže, da je Transhimalaja v zadnjem tisočletju človeškega bivanja izgubila štiri divje rastlinojede živali. Številni deli Transhimalaje so zdaj ohranjeni. Med njimi so narodni gozdni park Kangrinbočê na Kitajskem, narodni park dolina Pin (675 km2) in zatočišče za divje živali Kibber (1400 km2) v Indiji ter deli varstvenega območja Anapurna (7629 km2) v Nepalu. Poleg varovanja biotske raznovrstnosti je bilo ugotovljeno tudi, da obnova avtohtonih transhimalajskih travnikov v tleh ujame več ogljika, kar blaži podnebne spremembe.